# La Chanson du Mundial (album)
Albums de Dalida
Spécial Dalida
(1982) Mondialement vôtre
(1982)
La Chanson du Mundial est le titre d'une compilation de Dalida parue chez Carrère en 1982. Cette compilation est commercialisée pour la promotion de la nouvelle chanson que la chanteuse a enregistré pour soutenir l'équipe de football de France au Mundial 1982.
Enregistrée avec les chœurs de l'Opéra et des amateurs, la chanson connaîtra un certain succès. Un Maxi 45 tours sera même édité pour l'occasion.

## Face A
- La Chanson du Mundial
- Danza
- Il pleut sur Bruxelles
- Les clefs de l'amour
- Depuis qu'il vient chez nous
- Pour vous

## Face B
- Jouez Bouzouki
- Ensemble
- Rio do brasil
- Tony
- Pour toi Louis
- Comme disait Mistinguett

## Extraits
- La chanson du Mundial/Visa pour la chance (instrumental)
- Si la France - Jouez bouzouki